# Hrvoje Čale
Hrvoje Čale, est un footballeur international croate, né le 4 mars 1985 à Zagreb en Yougoslavie (auj. en Croatie). Il évolue actuellement à l'Olimpija Ljubljana comme arrière gauche.

## Biographie
En mai 2008, Hrvoje Čale est transféré pour 2,2 millions d'euros du Dinamo Zagreb au Trabzonspor. Il signe un contrat de quatre ans au Trabzonspor jusqu'en 2012.

## Carrière internationale
Il représente la Croatie dans les catégories de jeunes, sa première sélection en équipe nationale a lieu le 11 février 2009, en match amical contre la Roumanie.

## Palmarès
Dinamo Zagreb
- Champion de Croatie en 2006, 2007 et 2008.
- Vainqueur de la Coupe de Croatie en 2004, 2007 et 2008.
- Vainqueur de la Supercoupe de Croatie en 2006.

 Trabzonspor
- Vainqueur de la Coupe de Turquie en 2010.
- Vainqueur de la Supercoupe de Turquie en 2010.

 Olimpija Ljubljana
- Champion de Slovénie en 2016.